# Hemerobia
El grado de hemerobia es un índice que evalúa y mide la influencia, presión y/o el impacto antrópico sobre el desarrollo y la salud de los ecosistemas en un espacio geográfico determinado, para definir su nivel de naturalidad y/o de antropización. Para ello toma en consideración diversos factores antropogénicos que inhiben el desarrollo de un sistema natural hacia un estado clímax o consumado de su equilibrio dinámico, y que correspondería al estado potencial de dicho espacio en la ausencia total del componente antrópico. De esta manera se denota la existencia de una relación inversamente proporcional entre grado de hemerobia y grado de naturalidad.
El término surgió desde las ciencias ecológicas, pero ha tenido influencia en los estudios de paisaje, así como en los estudios geográficos y territoriales. Su cálculo es útil para conocer el estado del medio ambiente, así como en el monitoreo y la evaluación de medidas de gestión pública destinadas a la protección ambiental y el ordenamiento del territorio, para los cuales se ha determinado un gradiente hemeróbico que da cuenta del tránsito y evolución de los espacios naturales a artificiales, y sus rasgos característicos, implicancias y efectos sobre los seres vivos y la biodiversidad.

## Etimología e historia
El término proviene del griego «hemeros-», que significa domesticado, y de «-bios» que significa vida; fue acuñado por primera vez por (Jalas, 1955), con un enfoque en la clasificación de la presencia de especies vegetales, en un contexto de hábitats agroculturales y urbanos. Más tarde el concepto se extendería a las comunidades vegetacionales (Sukopp, 1976; Blume & Sukopp, 1976), y al grado de ecosistema (Kowarik, 1988). Posteriormente surgieron aplicaciones en los estudios de paisaje (Steinhardt et al, 1999), hasta abarcar su sentido actual, y en conjunto con (Grabherr et al, 1998) se obtuvo un nuevo modelo metodológico de la hemerobia, que permitió integrar en un solo valor todos los impactos antrópicos sobre las diferentes variables de la vegetación y del hábitat, como también a las diferentes escalas espaciales. Esta evolución, sumado al desarrollo satelital y de software especializados, fue situando este indicador como un análisis centrado en el procesamiento espacial y de teledetección, e involucrado en el uso de sistemas de información geográfica.

## Determinación de la hemerobia
Grados de hemerobia
La creciente y constante habilidad e intensidad con que el ser humano puede modificar el paisaje en que habita y/o adquiere bienes y servicios ambientales, es lo que da curso al fenómeno de la hemerobia. De este modo las sociedades humanas convierten su espacio de uso en hábitats diferentes a los previamente naturales, y en consecuencia reconfiguran la espacialidad de la biota, en un proceso que se ha acrecentado dado el avance tecnológico sin precedentes, hasta constituirle en un factor determinante en dicha configuración. Metodológicamente, los criterios para la identificación del valor de hemerobia suelen ajustarse en conformidad a las especificidades territoriales que los casos ameritan; no obstante, se observa una cierta regularidad en la graduación y estratificación con que se clasifican los espacios evaluados, al consignar la existencia y definición de una serie de pisos o niveles de hemerobia con rasgos culturales y ecológicos resultantes de su interrelación con la naturalidad, y que se recogen a continuación:
| Piso de hemerobia                                                                                           | Grado de naturalidad | Rasgos culturales                                            | Rasgos ecológicos                                            |
| --- | -------------------- | ------------------------------------------------------------ | ------------------------------------------------------------ |
| Metahemerobia                                                                                               | Artificial           | Urbanización                                                 | Biocenosis extinta                                           |
| Polihemerobia                                                                                               | Extraño a lo natural | Periurbanización                                             | Destrucción de la biocenosis                                 |
| a-euhemeróbicos                                                                                             | Rural intensivo      | Presencia intensiva de agricultura, fertilización y biocidas | Presencia intensiva de agricultura, fertilización y biocidas |
| ß-euhemeróbicos                                                                                             | Rural extensivo      | Influencia continua en el tiempo                             | Áreas erosionadas y forestas                                 |
| Grado mesohemeróbico                                                                                        | Semi-natural         | Presencia evidente y periódica                               | Mixtura natural-introducida                                  |
| Grado oligohemeróbico                                                                                       | Próximo a lo natural | Baja influencia cultural                                     | Sistema natural reconocible                                  |
| Grado ahemeróbico                                                                                           | Natural              | Sin influencia cultural                                      | Autóctono y desarrollado, sin alóctonos                      |
| Representación de la graduación entre ambientes ahemeróbicos o naturales, a culturales y/o metahemeróbicos. |                      |                                                              |                                                              |

Cálculo de la hemerobia
Los rasgos característicos de cada piso hemeróbico cumplen a su vez el papel de variables sometidas al cálculo de la hemerobia, para lo cual se toma en consideración el carácter tridimensional de la conceptualización del espacio: como geosistema, como territorio, y como paisaje. En este sentido se evalúa la geosistemática del espacio, en la presencia, el desarrollo y la salud de los ecosistemas; asimismo el desgloce del espectro de territorialización del espacio, en la magnitud de la urbanización y/o periurbanización, el impacto de áreas industriales, silvo-agropecuarias u otros tipos de actividad socioeconómica en el uso del suelo, además de la presencia de equipamientos e infraestructuras logísticas y productivas diversas, en su capacidad de fraccionar los entornos naturales, y la planificación urbano-regional, cual marco regulatorio y/o intencionado de la política societal de ocupación; para en última instancia analizar las rupturas, homogeneidades, reescalados y evoluciones de los patrones del paisaje. De esta manera, todas las variables señaladas son requeridas para esta evaluación. Luego de esta definición de variables, se procede al cálculo de la hemerobia en función de las siguientes formulaciones:
| {\displaystyle H=100\cdot \sum _{i=1}^{n}{\frac {f_{n}}{n}}h} o {\displaystyle Inra=100\cdot {\frac {\sum V_{u}}{n_{u}}}} |

- H es la formulación para el análisis espacial de la hemerobia a través del Índice de hemerobia por área normalizada de (Steinhardt et al, 1999), donde {\displaystyle n} es el número de categorías de hemerobia; {\displaystyle f_{n}} es la proporción de la zona de estudio con categoría {\displaystyle n}; y {\displaystyle h} es el factor de degradación que presenta la hemerobia en ese factorial.[6]
- Inra es el Índice integrado relativo de antropización, de (Martínez-Dueñas, 2010), en el cual la ecuación opera posterior a un entramado espacial aplicable para el análisis, y constituye otro ejemplo para el cálculo de la hemerobia, donde Σ{\displaystyle {V_{u}}} es la sumatoria del valor de antropización parcial de todas las subunidades espaciales de análisis; y {\displaystyle n_{u}} es el número total de subunidades de análisis resultantes del entramado establecido.[12]

## Implicaciones
El índice de hemerobia proporciona información global sobre el estado del medio ambiente, así como de la magnitud de la antropopresión y/o el impacto antrópico sobre éste, por lo cual es una poderosa herramienta para la toma de decisiones, y el monitoreo y evaluación de las medidas políticas y administrativas a lo largo del tiempo en relación con la protección del ecosistema y la ordenación del territorio, de manera que sus resultados están dirigidos principalmente a la gestión pública, así como al desarrollo de la conciencia colectiva sobre el cuidado de la naturaleza.
Con el avance de la hemerobia, traducible en una antropización del medio ambiente, surgen a la vez respuestas conductuales desde los propios seres vivos implicados en estos espacios, las cuales pueden interpretarse como sinantropías, o hemerofobias, según sea el caso de adaptación o rechazo a la presencia humana y sus impactos ambientales. En aquel marco, evaluaciones sobre la antropización, tales como la hemerobia, pueden aportar en el entendimiento de estos efectos, así como en la destrucción, pérdida y fragmentación de la biodiversidad.
| align="left"\|Caso de estudio aplicado a Alemania, a partir de métodos de análisis ecológicos y geográfico-espaciales en (Walz & Stein, 2014). La clasificación de pisos hemeróbicos se simboliza de la siguiente forma: - Rojo: Espacios metahemeróbicos. - Bermellón: Espacios polihemeróbicos. - Naranja: Regiones a-euhemeróbicas. - Amarillo: Regiones ß-euhemeróbicas. - Verde claro: Condición mesohemeróbica. - Verde: Condición oligohemeróbica. - Verde oscuro: Estado ahemeróbico. |